# گرگور گازودا
گرگور گازودا (انگلیسی: Gregor Gazvoda؛ زادهٔ ۱۵ اکتبر ۱۹۸۱) دوچرخه‌سوار اهل اسلوونی است.
از باشگاه‌هایی که در آن بازی کرده‌است می‌توان به آژ۲آر لا موندیال اشاره کرد.